# (12334) 1992 WD3
(12334) 1992 WD3 là một tiểu hành tinh vành đai chính. Nó được phát hiện bởi Atsushi Sugie ở Dynic Astronomical Observatory Nhật Bản, ngày 18 tháng 11 năm 1992.